# John Edwards (homme politique britannique)
Pour les articles homonymes, voir John Edwards (homonymie).
Lewis John Edwards (27 mai 1904-23 novembre 1959) est un professeur d'université britannique, dirigeant syndical et membre du Parti travailliste qui siège à la Chambre des communes du Royaume-Uni et est président de l'Assemblée parlementaire du Conseil de l'Europe.

## Biographie
Edwards est né à Aylesbury, fils d'un cheminot, et fait ses études à l'Aylesbury Grammar School. Après avoir travaillé pour une banque, il étudie pour la prêtrise au Collège de la Résurrection, Mirfield, mais décide que sa vocation est en dehors de l'église. Il obtient ensuite un diplôme en économie à l'Université de Leeds,,,,,.
Il devient tuteur à l'Université de Leeds et donne des conférences en économie pour la Workers Educational Association. Il est élu au conseil municipal de Leeds, et après avoir travaillé dans une université à Birmingham, il devient secrétaire pour l'éducation des adultes à l'Université de Liverpool.
À Liverpool, il est élu secrétaire général du Post Office Engineering Union. Il est élu député de Blackburn aux élections générales de 1945. Il devient secrétaire parlementaire privé de Stafford Cripps à la chambre de commerce, puis, en 1947, il est nommé secrétaire parlementaire du ministère de la Santé. Il fait adopter par le Parlement la loi sur l'assistance nationale de 1948, qui abolit les parties restantes de la loi sur les pauvres, dont il est particulièrement fier.
En 1949, il retourne à la Chambre de commerce en tant que secrétaire parlementaire, appuyant le président Harold Wilson. Aux élections de 1950, il perd son siège de Blackburn, mais peu de temps après, il est élu lors d'une élection partielle au siège de Brighouse et Spenborough dans le Yorkshire. Dans le remaniement provoqué par la démission de Sir Stafford Cripps comme chancelier de l'Échiquier, il est nommé Secrétaire économique du Trésor et occupe le poste jusqu'à ce que le gouvernement perde les élections de 1951.
Dans l'opposition, il devient président de la commission des comptes publics et membre de la délégation parlementaire britannique au Conseil de l'Europe à partir de 1955, où il est élu en 1957 comme vice-président et en avril 1959 comme président de l'Assemblée consultative.

## Vie privée
Il épouse Dorothy May Watson  en 1931 et a deux filles: Valerie Hope Edwards, qui épouse le député travailliste John Roper; et Margaret Elaine Edwards, qui épouse Sir Christopher Jenkins, Premier Conseiller Parlementaire 1994–1997.
Edwards pose pour des portraits photographiques de Walter Stoneman ; les négatifs sont conservés par la National Portrait Gallery de Londres .
En novembre 1959, à Strasbourg pour les affaires du Conseil de l'Europe, il meurt subitement d'une maladie cardiaque, à l'âge de 55 ans. Le dirigeant travailliste de l'époque, Hugh Gaitskell, aurait déclaré que " ses dons administratifs notables lui auraient assuré un poste important dans tout futur gouvernement travailliste ".